# Remetovac
Remetovac – przełęcz górska w Bilogorze, która znajduje się w bezpośredniej okolicy Ćurlovaca w Chorwacji. Leży na wysokości 238 m n.p.m.